# Okenia miramarae
Okenia miramarae is een slakkensoort uit de familie van de Goniodorididae. De wetenschappelijke naam van de soort is voor het eerst geldig gepubliceerd in 2000 door Ortea & Espinosa.